# 楠見薫
楠見 薫（くすみ かおる、1967年6月19日 - ）は、日本の女優。
和歌山県出身。元劇団遊気舎所属。所属事務所はリコモーション。夫は演出家、劇作家、俳優の後藤ひろひと。

## 人物・来歴
1989年から2001年まで遊気舎の看板女優として活動。
テレビ番組・映画など幅広く活躍し、演劇では自らプロデュース公演も行う。
2015年度後期放送の『あさが来た』に女中役でレギュラー出演して相槌の「ほんにほんに」の台詞で脚光を浴びるなど、NHK大阪放送局が制作する連続テレビ小説に『ふたりっ子』（1996年度後期）から『ブギウギ』（2023年度後期）まで10作品に出演する常連で、「隠れ朝ドラ女王」の1人とされる。

## 人物
和歌山県立那賀高等学校卒業。
血液型B型。身長163cm、体重54kg。
趣味はホームページ作り　登山。
特技は水泳、ソフトボール。

## 出演

### テレビドラマ

#### NHK
- 連続テレビ小説（NHK総合）
  - ふたりっ子（1996年） - 辻まりえ 役
  - 芋たこなんきん（2006年） - 母親（中川君子） 役
  - ウェルかめ（2009年） - 小竹喜美子 役
  - ごちそうさん（2014年） - 諸岡キヨ 役
  - マッサン（2015年） - 斉藤先生 役
  - あさが来た（2015年 - 2016年） - かの 役
  - わろてんか（2017年） - 女中頭・スミ 役
  - スカーレット（2020年） - 日高れい子 役
  - おちょやん（2020年 - 2021年） - 女中頭・かめ 役
  - ブギウギ（2023年） - あん摩のアサ 役[4]
- はんなり菊太郎（2007年、NHK総合） - お和歌 役
- 女子的生活（2018年、NHK総合）
- 大河ドラマ 青天を衝け（2021年、NHK総合）
- 阿佐ヶ谷姉妹ののほほんふたり暮らし（2021年11月8日 - NHK総合） - 持田ひろみ 役
- ペットにドはまりして、会社辞めました（2022年3月22日）
- NHKスペシャル 南海トラフ巨大地震（2023年3月4日） - 美沙子 役

#### NHK Eテレ
- パパ トールド★ミー 大切な君へ（2003年、NHK教育） - 門脇先生 役

#### 日本テレビ
- ごくせん 第3シリーズ（2008年、日本テレビ） - 倉木悟の母 役
- ハクバノ王子サマ（2013年、読売テレビ） - 秋山佳子 役
- 東京タラレバ娘（2017年、日本テレビ） - 店員 役

#### TBS
- コワイ童話「不思議の国のアリス」（1999年） - 菅沼 役
- 月曜ミステリー劇場 ホステス探偵危機一髪4（2002年、TBS） - 大島さゆり 役
- ピュア・ラブ（2002年 - 2003年、MBS） - 戸ノ山さつき 役
- 家族善哉（2006年、MBS）

#### フジテレビ
- ピロートーク〜ベッドの思惑〜（2012年、関西テレビ） - 城崎マドカ（まどか） 役
- 鴨、京都へ行く。-老舗旅館の女将日記-（2013年、フジテレビ） - 大塚頼子 役
- 狩猟雪姫（2014年11月29日、関西テレビ）
- キャリア〜掟破りの警察署長〜（2016年、フジテレビ） - 石島園子 役
- 大阪環状線 ひと駅ごとの愛物語 Part2「駅から歩いて52万5600分」（2017年、関西テレビ） - 店員 役
- 人は見た目が100パーセント 第6話（2017年、フジテレビ） - 岩木由佳子 役
- 関西テレビ開局60周年特別ドラマ「BRIDGE はじまりは1995.1.17神戸」（2019年1月15日、関西テレビ）- 有香 役

#### テレビ朝日
- 青春トライ'97（1997年、ABC） - 嶋祐子 役
- 青春トライ'98（1998年、ABC） - 村野よう子 役
- 部長刑事シリーズ・警部補マリコ（2001年、ABC）
- 安楽椅子探偵 ON AIR（2006年、ABC） - 鞍馬須磨子 役
- 京都地検の女（2009年、テレビ朝日） - 木村芳子 役
- 復讐法廷（2015年、テレビ朝日） - 酒井芳江 役
- 科捜研の女（テレビ朝日）
  - （2017年） - 芝みさえ 役
  - （2018年） - 高見弓子 役
  - （2019年） - 稲山雅代 役
  - Season21（2021年）  - 佐光恵子 役
- 無用庵隠居修行 第5作（2021年） - お琴 役

#### テレビ東京
- 孤独のグルメ Season6 第1話（2017年4月8日） - 甘辛屋の女将 役

#### NHK BS
- クロスロード（2017年、NHK BSプレミアム） - 寺田真由美 役
- 京都人の密かな愉しみ（2018年、NHK BSプレミアム） - 上町民恵 役
- スローな武士にしてくれ〜京都 撮影所ラプソディー〜（2019年3月23日、NHK BSプレミアム） - 杉原セツ 役

### 映画
- ぼくんち（2003年）
- サマータイムマシン・ブルース（2005年）
- UDON（2006年）
- おろち（2007年） - 家政婦・君田 役
- 犬の首輪とコロッケと（2011年）
- 寮フェス! 〜最後の七不思議〜（2012年） - 寮母 役
- ソウル・フラワー・トレイン（2013年）

### 吹き替え
- サウスパーク/無修正映画版（2000年） - カイル・ブロフロフスキー 役

### ラジオドラマ
- FMシアター（NHK-FM）
  - F001号～白浜エネルギー作戦（1999年2月20日）[5]
  - 翔べない豚さん（2002年2月9日）[6]
  - どうぶつのうた（2014年9月27日）[7]
  - 『ともに帰らん』（2016年8月6日） - 三浦夫人 役[8]
  - サイドシート・ララバイ（2018年4月28日）[9]
  - ノストラダムスと冷静な航海士たち（2020年4月25日）[10]
  - 私の人生は喜ばれない（2022年1月29日）[11]
  - ハハゴコロ（2023年1月14日、NHK-FM）[12]
  - 『背番号のない夏』（2025年5月10日）[13]
- 青春アドベンチャー（NHK-FM）
  - インテリア・ライフ　第9話「ジャングルじゅうたん」（2003年12月11日）[14]
  - 時砂の王（2018年3月12日 - 23日） - カッティ・サーク 役[15][16]
- イストワール　第4回「秋茄子のススメ」（2014年3月29日、MBSラジオ）[17]

### 舞台
- とんかつロック（2024年4月19日 - 26日、大阪松竹座 / 5月4日 - 19日、新橋演舞場 / 5月23日 - 27日、御園座 / 6月1日・2日、本多の森北電ホール）- 高沢真紀子 役[18]
- 奇人たちの朗読会（2024年2月4日、ドルチェ・アートホール Osaka） - 奇人 役[19]
- FOLKER（2025年2月14日 - 23日、堂島リバーフォーラム）[20]

### CM
- 黄金糖
- DHC薬用のど飴
- 関西電気保安協会
- 大阪ガス
- カネテツデリカフーズ
- 住友重工
- 東京ガス
- 味の素
- 大日本除虫菊